# La Machine
La Machine ist eine französische Gemeinde mit 3213 Einwohnern (Stand 1. Januar 2022) im Département Nièvre in der Region Bourgogne-Franche-Comté. Sie gehört zum Arrondissement Nevers und zum Kanton Imphy. Die Einwohner heißen Machinoises.

## Geografie
La Machine liegt sechs Kilometer nördlich von Decize und etwa 25 Kilometer südöstlich von Nevers.

## Geschichte
Bedeutung gewann die Gemeinde durch die Kohlenminen. Zeitweilig hatte der Ort mehr als 6000 Einwohner. Heute erinnern noch die Bergarbeitersiedlungen Cité Sainte-Margurite et Henri-Paul, Cité de Minimes, Cité Sainte-Marie und Cité Sainte-Eudoxie an diese Zeit.

## Einwohnerentwicklung
| Jahr                       | 1962 | 1968 | 1975 | 1982 | 1990 | 1999 | 2006 | 2009 | 2020 |
| Einwohner                  | 5334 | 5749 | 4999 | 4627 | 4192 | 3735 | 3563 | 3542 | 3231 |
| Quellen: Cassini und INSEE |      |      |      |      |      |      |      |      |      |

## Sehenswürdigkeiten
- Minenmuseum
- Château de Barbarie am Étang Neuf
- Kirche Notre-Dame-de-la-Nativité (Mariä Geburt)

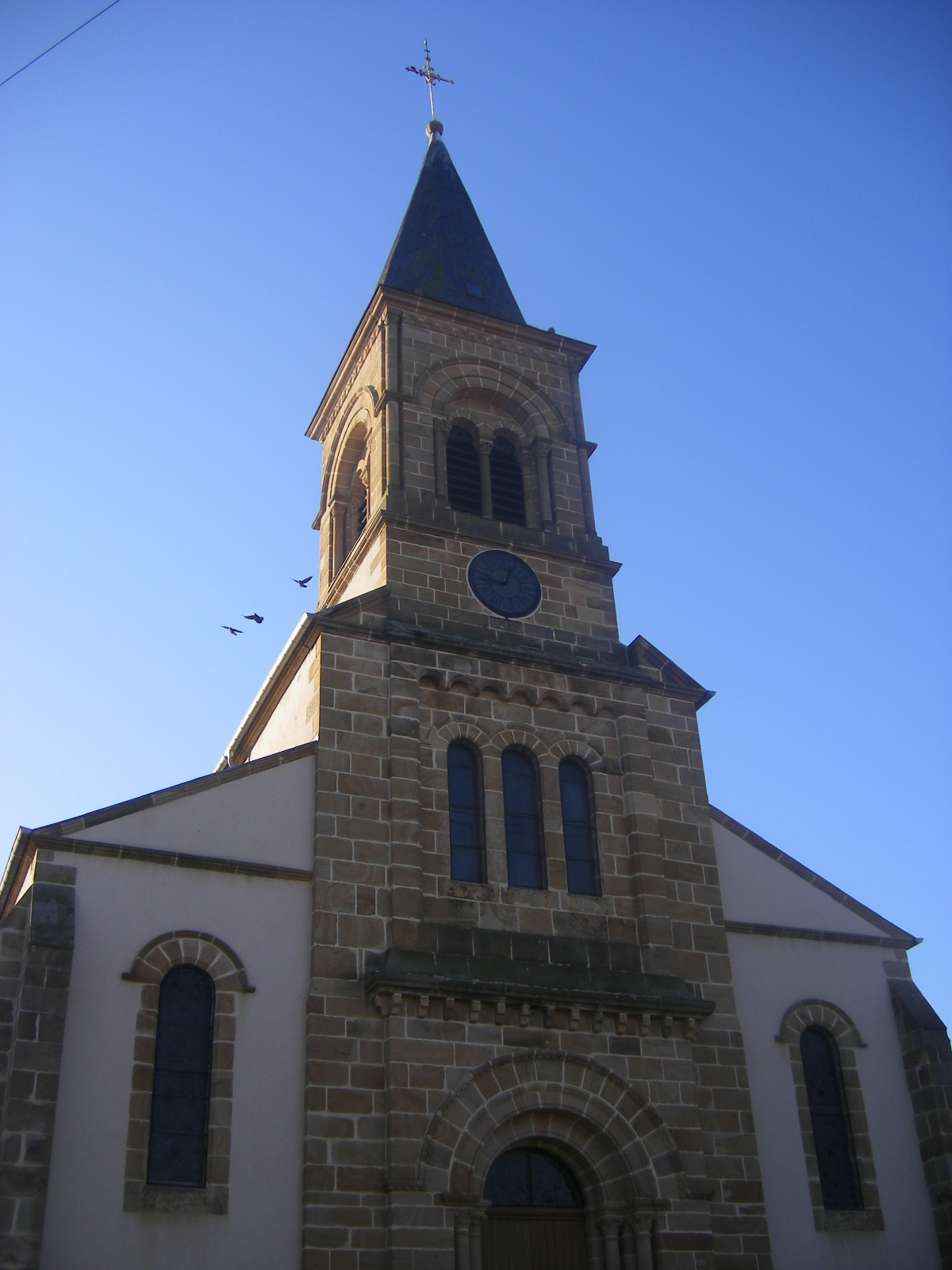
Kirche Notre-Dame-de-la-Nativité
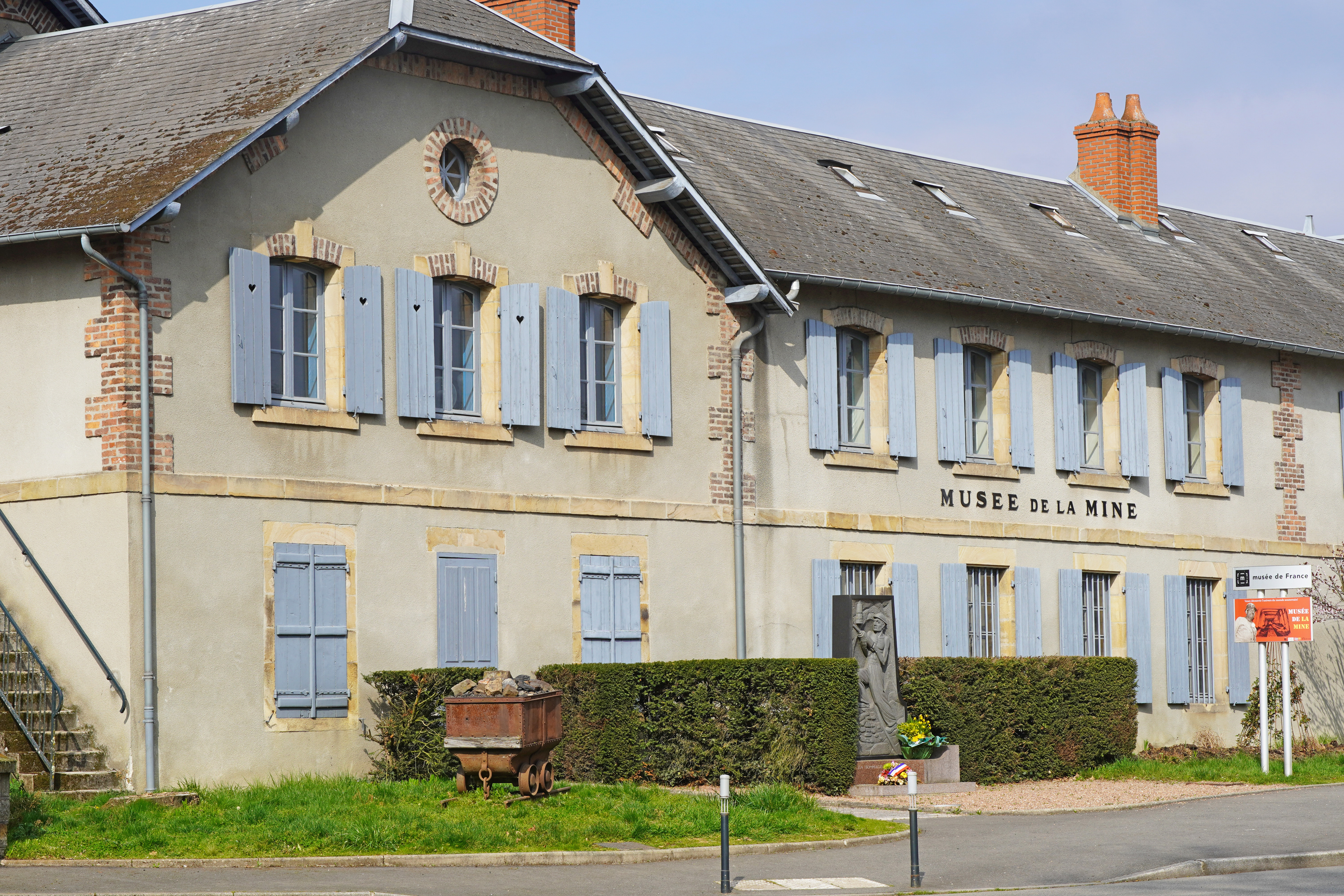
Kupferbergbau-Museum
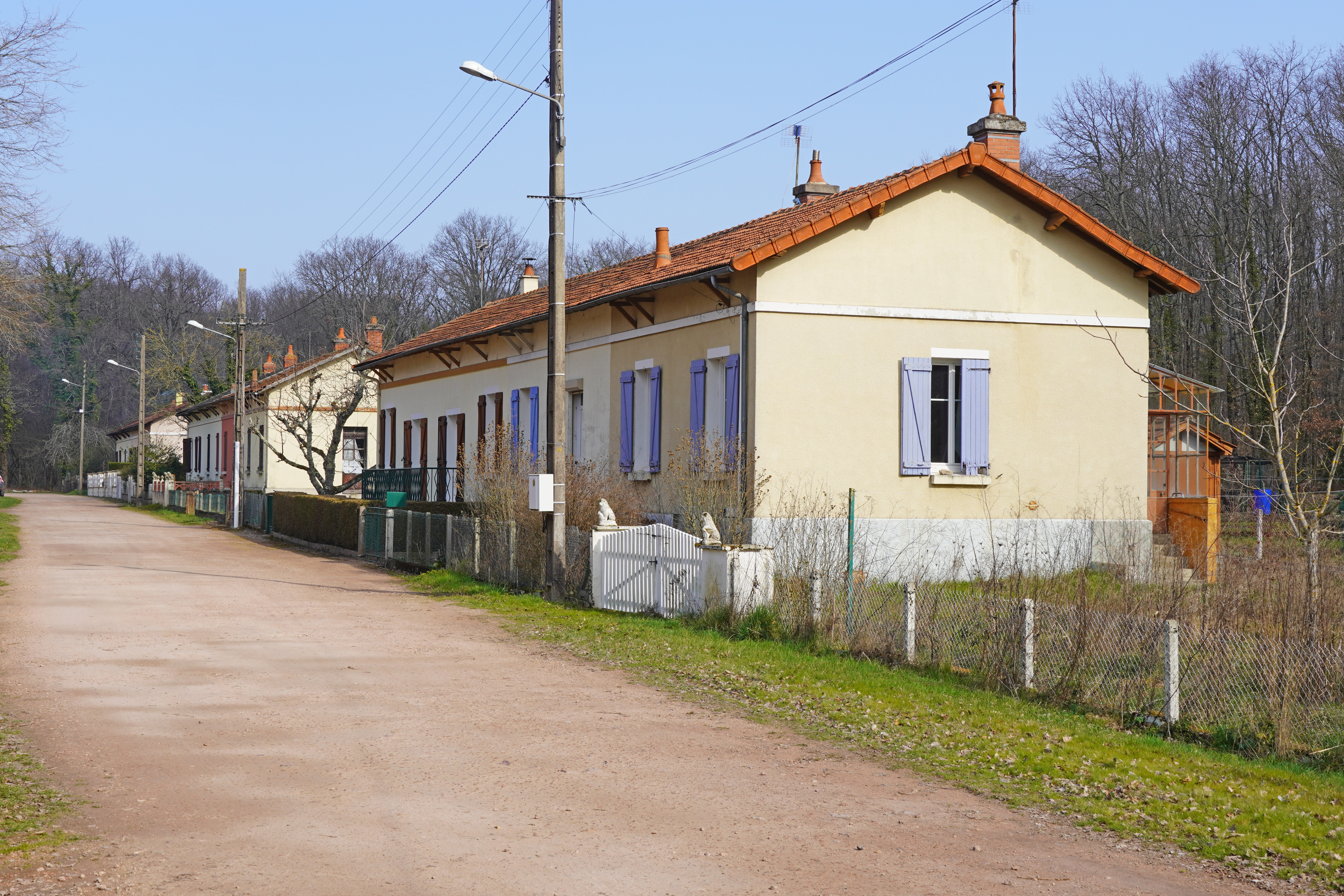
Teil der Bergarbeitersiedlung Cité Sainte-Margurite et Henri-Paul
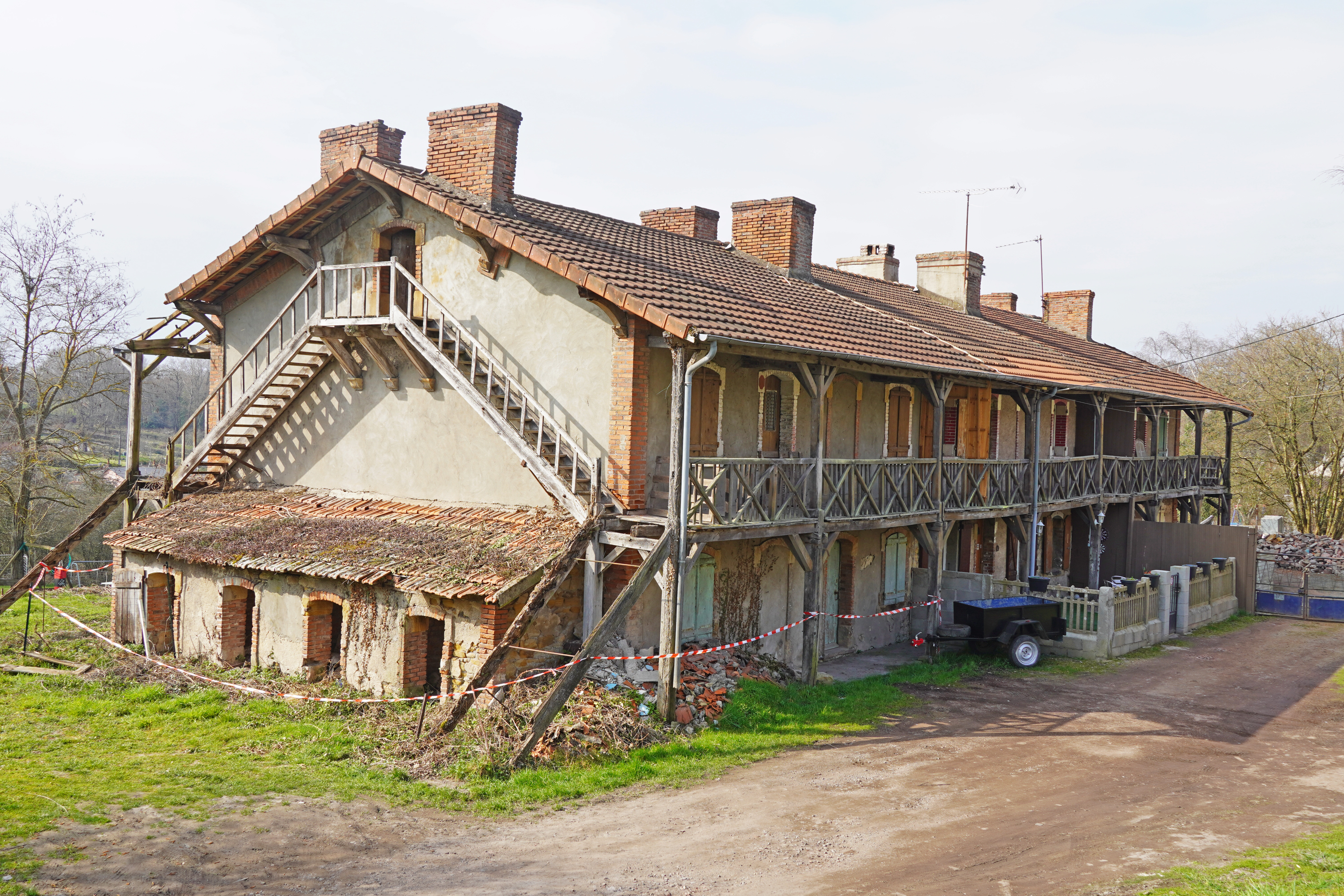
Phalansterium, frühsozialistische industrielle Produktions- und Wohngenossenschaft
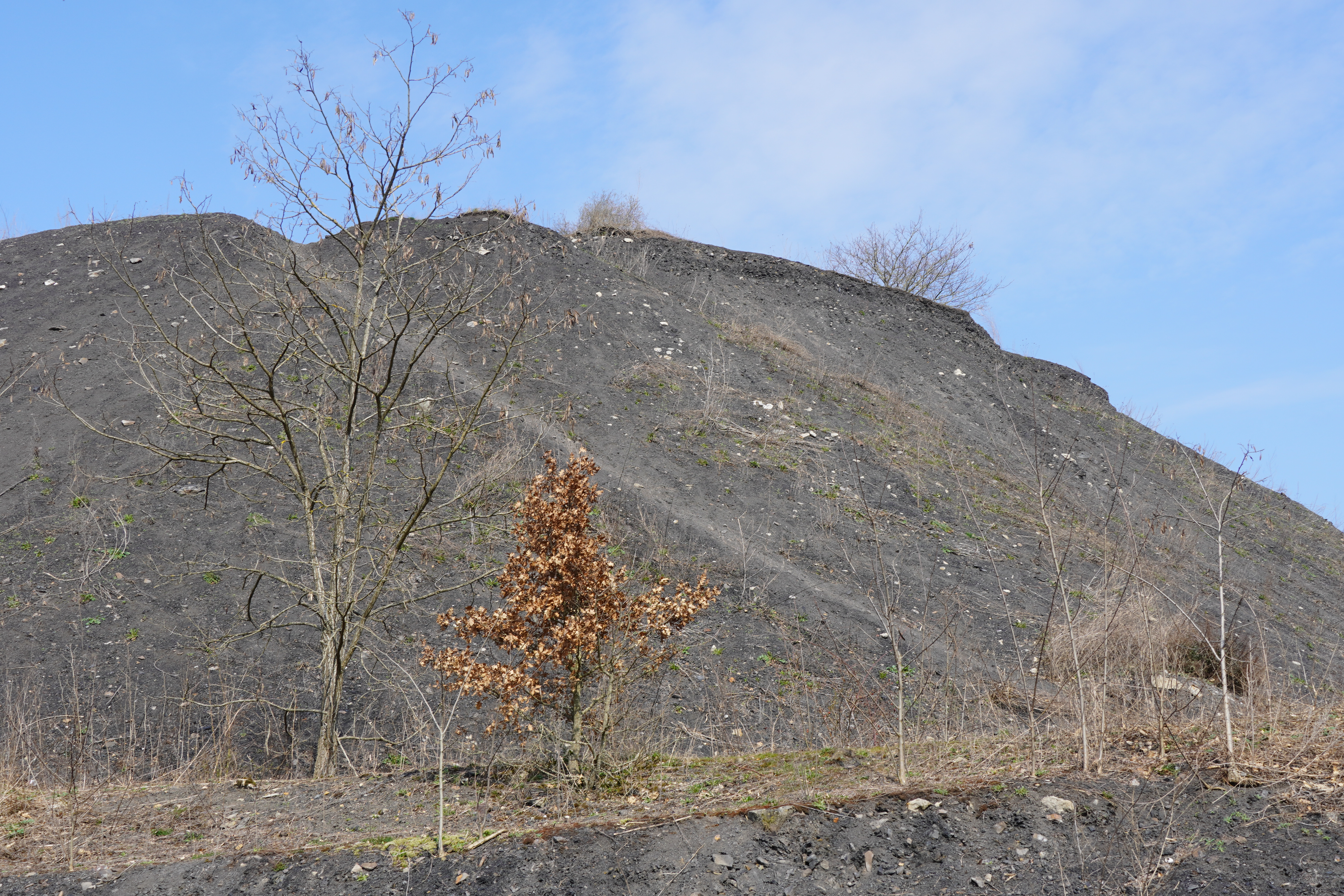
Alte Erzhalde

## Gemeindepartnerschaft
La Machine unterhält eine Partnerschaft mit der polnischen Gemeinde Stronie Śląskie in der Woiwodschaft Niederschlesien.